# Mobster
Mobster är ett svenskt skaband som hämtar sina rötter från jamaicansk 1960-tals ska, förenar denna med Two Tone och blandar med moderna influenser. Bandet bildades 2007 av före detta medlemmar från The Skalatones.
Mobster spelade tidigt in en egen demo-CD. CD:n "Lucky" innehöll fem låtar och snart fick man kontakt med AMTY Records. Detta ledde till att Mobster 2008 gav ut debutalbumet The Knee Jerk Reaction på AMTY Records. Under 2008 gjordes två videor av låtarna "Oneeyed & Brainless" och "I Could Be Wrong". Bägge regisserade av Isidor Torkar.
Bandet har därefter turnerat i Skandinavien. År 2009 började arbetet med en ny skiva som gavs ut 2010, Rough & Ready. En video till titelspåret "Rough & Ready" spelades även in i maj 2010.
En av Mobsters publikfavoriter, Depeche Modes Master & Servant, spelades in i en skaversion i juni och gavs ut den 25 oktober 2010. Singeln innehåller även två versioner av låten "Sugar & Ice", varav "Painted Jezebel" är en klubbremix.

## Diskografi
- 2007 – Lucky (EP)
- 2008 – The Knee Jerk Reaction (AMTY)
- 2010 – Rough & Ready (AMTY)
- 2010 – Master & Servant (Singel) (AMTY)
- 2016 – Checking Out (AMTY)